# Khitan
Khitan (în arabă: خِتَان) reprezintă ritualul islamic de tăiere împrejur pentru bărbați.
Motivul principal pentru practica aceasta este urmarea tradiției abrahamice, lucru care i-a fost revelat Profetului în Coran:
„Urmează credința lui Abraham – un drept-credincios.” (Coranul, 16:123) 
„Cine are credință mai frumoasă decât cel care se supune lui Dumnezeu, care face binele, care urmează legea lui Abraham, cel drept-credincios?” (Coranul, 4:125) 
Circumcizia nu este pomenită în Coran, de aceea unii musulmani care nu recunosc decât autenticitatea Coranului consideră practica o inovație religioasă (în arabă: bid‘ah - بِدْعَة) .

## Motivația religioasă
Circumcizia face parte din practicile numite sunan al-fitrah (سُنَن الفِطْرة) ale Profetului și, ca atare, este extrem de răspândită, majoritatea bărbaților musulmani fiind circumciși .
Colecțiile sahih (صحيح, autentice) de hadith fac mai multe referiri la circumcizie:
„Avraam a fost tăiat împrejur la optzeci de ani.” (Sahih al-Bukhari, vol. 4, cartea 55, nr. 575., Sahih al-Albani, nr. 1244) 
Într-un alt hadith, Heraclius, „cârmuitorul creștinilor din Orient” (împăratul bizantin) îl numește pe profetul Muhammad „cârmuitorul celor tăiați împrejur.” (Sahih al-Bukhari, vol. 1, cartea 1, nr. 6.) 
„Trimisul lui Allah a spus: Faptele fitrah sunt: tăierea împrejur, înlăturarea părului de la supțiori, tăierea mustăților și a unghiilor.” (Sahih al-Bukhari, vol. 7 cartea 72, nr. 777.) 
Cu toate acestea, hadith-ul nu este coerent în privința obligativității circumciziei, deoarece practica nu apare deloc în unele liste de sunan al-fitrah , .

## Caracterul obligatoriu
Școlile Shafi’i și Hanbali consideră circumcizia obligatorie după atingerea vârstei pubertății, pe când cele Hanifi și Maliki numai le recomandă. Se va realiza, conform recomandărilor învățaților musulmani, în timpul copilăriei, iar nu mai târziu. 

## Critici aduse practicii
Islamul consideră corpul omenesc sfânt, conform hadith-ului: „Corpul tău are drepturi asupra ta.” (Sahih al-Bukhari, nr. 5199) 